# BMW V12 LM
Chronologie des modèles
BMW V12 LMR
La BMW V12 LM était une voiture de course construite pour les courses de voitures de sport en 1998. La voiture a été construite en utilisant les capacités d'ingénierie et de construction  de l'écurie britannique de Formule 1 Williams ainsi qu'un moteur BMW. La voiture a précédé la BMW V12 LMR, qui a fait ses débuts en 1999.

## Écuries
Liste des écuries ayant utilisé la voiture :
- Team BMW Motorsport
- Price & Bscher
- Team Goh
- Thomas Bscher Promotion

## Pilotes
Liste des écuries ayant utilisé la voiture :
- Bill Auberlen
- Thomas Bscher
- Johnny Cecotto
- Jean-Marc Gounon
- Hiroki Katou
- Tom Kristensen
- Pedro Lamy
- Geoff Lees
- Pierluigi Martini
- Emanuele Pirro
- Steve Soper
- Hans-Joachim Stuck
- Juichi Wakisaka
- Joachim Winkelhock